# Vier handen op één buik
Vier handen op één buik is een televisieprogramma dat wordt gemaakt door de Nederlandse omroep BNN en later BNNVARA. In dit programma helpen bekende moeders toekomstige tienermoeders tijdens hun zwangerschap, de bevalling en de periode daarna.

## Deelnemers
| Naam                  | Seizoenen | Seizoenen | Seizoenen | Seizoenen | Seizoenen | Seizoenen | Seizoenen     | Seizoenen |
| Naam                  | 1 (2013)  | 2 (2014)  | 3 (2016)  | 4 (2017)  | 5 (2018)  | 6 (2020)  | 7 (2020-2021) | 8 (2021)  |
| --------------------- | --------- | --------- | --------- | --------- | --------- | --------- | ------------- | --------- |
| Nikkie Plessen        |           |           |           |           |           |           |               |           |
| Birgit Schuurman      |           |           |           |           |           |           |               |           |
| Isis van der Wel      |           |           |           |           |           |           |               |           |
| Bridget Maasland      |           |           |           |           |           |           |               |           |
| Tanja Jess            |           |           |           |           |           |           |               |           |
| Renate Verbaan        |           |           |           |           |           |           |               |           |
| Edsilia Rombley       |           |           |           |           |           |           |               |           |
| Fajah Lourens         |           |           |           |           |           |           |               |           |
| Tatum Dagelet         |           |           |           |           |           |           |               |           |
| Leontien van Moorsel  |           |           |           |           |           |           |               |           |
| Patricia Paay         |           |           |           |           |           |           |               |           |
| Froukje de Both       |           |           |           |           |           |           |               |           |
| Barbara Barend        |           |           |           |           |           |           |               |           |
| Tooske Ragas          |           |           |           |           |           |           |               |           |
| Ellemieke Vermolen    |           |           |           |           |           |           |               |           |
| Euvgenia Parakhina    |           |           |           |           |           |           |               |           |
| Sofie van den Enk     |           |           |           |           |           |           |               |           |
| Soundos El Ahmadi     |           |           |           |           |           |           |               |           |
| Melisa Schaufeli      |           |           |           |           |           |           |               |           |
| Patty Brard           |           |           |           |           |           |           |               |           |
| Bettina Holwerda      |           |           |           |           |           |           |               |           |
| Xandra Brood          |           |           |           |           |           |           |               |           |
| Monique Smit          |           |           |           |           |           |           |               |           |
| Giovanca Ostiana      |           |           |           |           |           |           |               |           |
| Jelka van Houten      |           |           |           |           |           |           |               |           |
| Kim Kötter            |           |           |           |           |           |           |               |           |
| Georgina Verbaan      |           |           |           |           |           |           |               |           |
| Bobbi Eden            |           |           |           |           |           |           |               |           |
| Monique Westenberg    |           |           |           |           |           |           |               |           |
| Lucille Werner        |           |           |           |           |           |           |               |           |
| Leonie ter Braak      |           |           |           |           |           |           |               |           |
| Roos Schlikker        |           |           |           |           |           |           |               |           |
| Isa Hoes              |           |           |           |           |           |           |               |           |
| Monica Geuze          |           |           |           |           |           |           |               |           |
| Victoria Koblenko     |           |           |           |           |           |           |               |           |
| Nienke Plas           |           |           |           |           |           |           |               |           |
| Toprak Yalçiner       |           |           |           |           |           |           |               |           |
| Kim-Lian van der Meij |           |           |           |           |           |           |               |           |
| Heleen van Royen      |           |           |           |           |           |           |               |           |
| Karin Bloemen         |           |           |           |           |           |           |               |           |
| Bibi Breijman         |           |           |           |           |           |           |               |           |
| Jaimie Vaes           |           |           |           |           |           |           |               |           |
| Trijntje Oosterhuis   |           |           |           |           |           |           |               |           |
| Saar Koningsberger    |           |           |           |           |           |           |               |           |
| Ellen Hoog            |           |           |           |           |           |           |               |           |
| Angela Groothuizen    |           |           |           |           |           |           |               |           |
| Leona Philippo        |           |           |           |           |           |           |               |           |
| Maxime Meiland        |           |           |           |           |           |           |               |           |
| Airen Mylene          |           |           |           |           |           |           |               |           |

## Seizoenen

### Seizoen 1 (2013)
| Aflevering | Datum            | Bekende moeder   | Tienermoeder | Plaats     |
| ---------- | ---------------- | ---------------- | ------------ | ---------- |
| 1          | 18 december 2012 | Nikkie Plessen   | Daphne       | Marknesse  |
| 2          | 1 januari 2013   | Birgit Schuurman | Kimberley    | Rozenburg  |
| 3          | 8 januari 2013   | Isis van der Wel | Samantha     | Linschoten |
| 4          | 15 januari 2013  | Bridget Maasland | Anna         | Amsterdam  |
| 5          | 22 januari 2013  | Tanja Jess       | Nadia        | Zwolle     |
| 6          | 29 januari 2013  | Renate Verbaan   | Melissa      | Leeuwarden |
| 7          | 26 februari 2013 | Edsilia Rombley  | Chanel       | Zoetermeer |
| 8          | 19 maart 2013    | Fajah Lourens    | Romana       | Purmerend  |

### Seizoen 2 (2014)
| Aflevering | Datum             | Bekende moeder       | Tienermoeder | Plaats             |
| ---------- | ----------------- | -------------------- | ------------ | ------------------ |
| 1          | 8 juli 2014       | Tatum Dagelet        | Toria        | Middelburg         |
| 2          | 15 juli 2014      | Leontien van Moorsel | Aline        | Den Haag           |
| 3          | 22 juli 2014      | Patricia Paay        | Brenda       | Haarlem            |
| 4          | 29 juli 2014      | Tanja Jess           | Lisanne      | Lelystad           |
| 5          | 5 augustus 2014   | Froukje de Both      | Linda        | Amsterdam          |
| 6          | 2 september 2014  | Barbara Barend       | Denise       | Almere             |
| 7          | 23 september 2014 | Tooske Ragas         | Angela       | Alphen aan de Rijn |
| 8          | 7 oktober 2014    | Ellemieke Vermolen   | Kiraya       | Rotterdam          |

### Seizoen 3 (2016)
| Aflevering | Datum            | Bekende moeder     | Tienermoeder | Plaats     |
| ---------- | ---------------- | ------------------ | ------------ | ---------- |
| 1          | 5 januari 2016   | Euvgenia Parakhina | Yvanka       | Purmerend  |
| 2          | 12 januari 2016  | Renate Verbaan     | Sharona      | Delft      |
| 3          | 19 januari 2016  | Tatum Dagelet      | Marlies      | Wildervank |
| 4          | 26 januari 2016  | Sofie van den Enk  | Silvana      | Venlo      |
| 5          | 2 februari 2016  | Soundos El Ahmadi  | Nadine       | Zaanstad   |
| 6          | 9 februari 2016  | Ellemieke Vermolen | Raimaline    | Middelburg |
| 7          | 16 februari 2016 | Melisa Schaufeli   | Samantha     | Hoogeveen  |
| 8          | 23 februari 2016 | Patty Brard        | Danischa     | Breda      |

### Seizoen 4 (2017)
| Aflevering | Datum            | Bekende moeder   | Tienermoeder     | Plaats      |
| ---------- | ---------------- | ---------------- | ---------------- | ----------- |
| 1          | 3 januari 2017   | Tatum Dagelet    | Esmiralda        | Voorschoten |
| 2          | 10 januari 2017  | Patty Brard      | Michelle         | Utrecht     |
| 3          | 17 januari 2017  | Bettina Holwerda | Brenda           | Almere      |
| 4          | 24 januari 2017  | Xandra Brood     | Rosa             | Den Haag    |
| 5          | 31 januari 2017  | Monique Smit     | Joanna en Denise | Beverwijk   |
| 6          | 7 februari 2017  | Giovanca Ostiana | Quintana         | Den Haag    |
| 7          | 14 februari 2017 | Jelka van Houten | Lisa             | Heerenveen  |
| 8          | 21 februari 2017 | Kim Kotter       | Isalyn           | Eenrum      |

### Seizoen 5 (2018)
| Aflevering | Datum            | Bekende moeder     | Tienermoeder | Plaats                 |
| ---------- | ---------------- | ------------------ | ------------ | ---------------------- |
| 1          | 23 januari 2018  | Patty Brard        | Tanja        | Krimpen aan den IJssel |
| 2          | 30 januari 2018  | Tatum Dagelet      | Cheyenne     | Amersfoort             |
| 3          | 6 februari 2018  | Georgina Verbaan   | Chiara       | Tilburg                |
| 4          | 13 februari 2018 | Kim Kötter         | Melissa      | Dordrecht              |
| 5          | 20 februari 2018 | Bobbi Eden         | Jaylin       | Drachten               |
| 6          | 27 februari 2018 | Monique Westenberg | Daphne       | Nootdorp               |
| 7          | 6 maart 2018     | Lucille Werner     | Noëmi        | Eindhoven              |
| 8          | 13 maart 2018    | Leonie ter Braak   | Ashley       | Nijmegen               |
| 9          | 20 maart 2018    | Patty Brard        | Tiffany      | Amsterdam              |
| 10         | 27 maart 2018    | Roos Schlikker     | Nicole       | Enkhuizen              |

### Seizoen 6 (2020)
| Aflevering | Datum            | Bekende moeder        | Tienermoeder | Plaats                 |
| ---------- | ---------------- | --------------------- | ------------ | ---------------------- |
| 1          | 7 januari 2020   | Isa Hoes              | Romy         | Amsterdam              |
| 2          | 14 januari 2020  | Monica Geuze          | Roos         | Utrecht                |
| 3          | 21 januari 2020  | Victoria Koblenko     | Jennifer     | Enschede               |
| 4          | 28 januari 2020  | Bobbi Eden            | Gigi         | Zwolle                 |
| 5          | 4 februari 2020  | Nienke Plas           | Shannon      | Veldhoven              |
| 6          | 11 februari 2020 | Toprak Yalçiner       | Manon        | Zijldijk               |
| 7          | 18 februari 2020 | Kim Kötter            | Noah         | Westerbork / Veldhoven |
| 8          | 25 februari 2020 | Kim-Lian van der Meij | Beau         | Purmerend              |

### Seizoen 7 (2020-2021)
| Aflevering | Datum            | Bekende moeder      | Tienermoeder |
| ---------- | ---------------- | ------------------- | ------------ |
| 1          | 1 december 2020  | Heleen van Royen    | Desteney     |
| 2          | 8 december 2020  | Tatum Dagelet       | Sanne        |
| 3          | 15 december 2020 | Karin Bloemen       | Nikita       |
| 4          | 22 december 2020 | Bibi Breijman       | Louise       |
| 5          | 29 december 2020 | Soundos El Ahmadi   | Larissa      |
| 6          | 5 januari 2021   | Jaimie Vaes         | Jasmijn      |
| 7          | 12 januari 2021  | Trijntje Oosterhuis | Cicillia     |

### Seizoen 8 (2021)
| Aflevering | Datum             | Bekende moeder     | Tienermoeder | Plaats  |
| ---------- | ----------------- | ------------------ | ------------ | ------- |
| 1          | 4 mei 2021        | Saar Koningsberger | Mandy        |         |
| 2          | 11 mei 2021       | Ellen Hoog         | Naomy        |         |
| 3          | 25 mei 2021       | Kim Kötter         | Chimène      |         |
| 4          | 1 juni 2021       | Patty Brard        | Jennifer     |         |
| 5          | 14 september 2021 | Angela Groothuizen | Amy          | Tilburg |
| 6          | 28 september 2021 | Leona Philippo     | Janice       |         |
| 7          | 5 oktober 2021    | Karin Bloemen      | Gabriëlle    |         |
| 8          | 12 oktober 2021   | Maxime Meiland     | Loeki        |         |
| 9          | 19 oktober 2021   | Airen Mylene       | Anna-Maria   | Heerlen |

### Seizoen 9 (2022)
| Aflevering | Datum          | Bekende moeder                     | Tienermoeder |
| ---------- | -------------- | ---------------------------------- | ------------ |
| 1          | augustus 2022  | Kim Kötter                         | Meli         |
| 2          | september 2022 | Martin en Heleen van Royen         | Levi         |
| 3          | september 2022 | Tabitha                            | Nica         |
| 4          | september 2022 | Anna van den Breemer & Özcan Akyol | Sharona      |

### Seizoen 10 (2023)
| Aflevering | Datum        | Bekende moeder    | Tienermoeder |
| ---------- | ------------ | ----------------- | ------------ |
| 1          | 29 augustus  | Kim Feenstra      | Shylena      |
| 2          | 5 september  | Sanne Vogel       | Nina         |
| 3          | 12 september | Dyantha Brooks    | Selena       |
| 4          | 19 september | Channah Koerten   | Marleen      |
| 5          | 3 oktober    | Nienke Plas       | Romy         |
| 6          | 10 oktober   | Bobbi Eden        | Aldinya      |
| 7          | 17 oktober   | Soundos el Ahmadi | India        |

### Seizoen 11 (2024)
| Aflevering | Datum        | Bekende moeder          | Tienermoeder    |
| ---------- | ------------ | ----------------------- | --------------- |
| 1          | 27 augustus  | Gaby Blaaser            | Larissa         |
| 2          | 3 september  | Vonneke Bonneke         | Kadidia         |
| 3          | 17 september | Heleen van Royen        | Larissa         |
| 4          | 24 september | Pauline Wingelaar       | Esmee           |
| 5          | 1 oktober    | Jacomien Zoer           | Lisanne         |
| 6          | 8 oktober    | Saar Koningsberger      | Demona          |
| 7          | 15 oktober   | Maria Tailor            | Geli            |
| 8          | 22 oktober   | Dennis & Stella Weening | Evelien & Nicky |

## Specials
| Datum            | Onderwerp          | Bekende moeder                                                     | Tienermoeder                                                  |
| ---------------- | ------------------ | ------------------------------------------------------------------ | ------------------------------------------------------------- |
| 16 april 2013    | Reünie             | Fajah Lourens, Nikkie Plessen, Birgit Schuurman en Tanja Jess      | -                                                             |
| 20 december 2016 | Hoe is het nu met? | Sofie van den Enk, Tooske Ragas en Tanja Jess                      | Silvana, Angela en Lisanne                                    |
| 27 december 2016 | Hoe is het nu met? | Melisa Schaufeli, Renate Verbaan en Leontien van Moorsel           | Samantha, Sharona en Aline                                    |
| oktober 2022     | Hoe is het nu met? | Kim Kötter, Soundos El Ahmadi, Saar Koningsberger en Karin Bloemen | Chimène (2021), Larissa (2020), Mandy (2021) en Nikita (2020) |
| oktober 2022     | Hoe is het nu met? | Bobbi Eden, Maxime Meiland en Tatum Dagelet                        | Jaylin (2017), Loeki (2021) en Sanne (2020)                   |
| 7 november 2023  | Hoe is het nu met? | Toprak Yalçiner, Bibi Breijman en Dyantha Brooks                   | Manon (2019), Louise (2020) en Xavi (2021)                    |